# Cameron Diaz

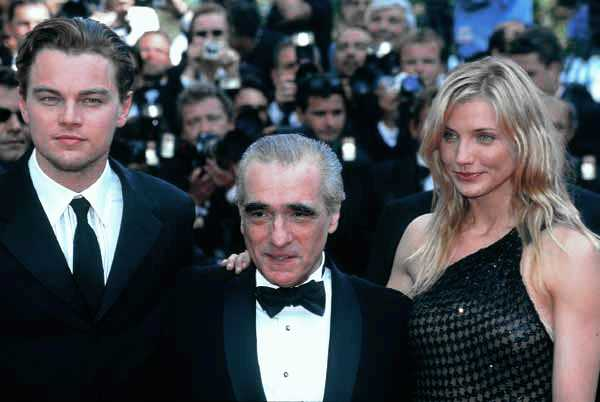
Leonardo DiCaprio, Martin Scorsese och Cameron Diaz vid premiären av Gangs of New York 2002.

Cameron Michelle Diaz, född 30 augusti 1972 i San Diego, Kalifornien, är en amerikansk skådespelare, producent, fotomodell och författare av kubansk, tysk och brittisk härkomst.

## Biografi
Diaz började vid 16 års ålder arbeta som modell, representerad av agenturen Elite Model Management. Hon gjorde sin skådespelardebut i den kvinnliga huvudrollen i filmen The Mask 1994. Därefter medverkade hon i en rad independentfilmer innan hon fick sitt riktigt stora genombrott i filmerna Min bäste väns bröllop (1997) och Den där Mary (1998). För den senare nominerades hon till en Golden Globe. Efter det har hon medverkat i filmer som I huvudet på John Malkovich, Charlies änglar, Vanilla Sky, Gangs of New York och Snygg, sexig och singel, samt även som röstskådespelerska i Shrek och dess uppföljare. Diaz är en av Hollywoods högst betalda kvinnliga skådespelare; hon var den tredje, efter Julia Roberts och Reese Witherspoon, att få $20 miljoner för en film.
Diaz har även varit värd och exekutiv producent för dokumentär-TV-serien Trippin', om miljöfrågor.
Diaz har vunnit ett antal priser, bland annat ALMA Award, American Comedy Award, Blockbuster Entertainment Award, med flera. Vid fyra tillfällen har hon nominerats för en Golden Globe Award, 1999 för sin roll i Den där Mary, 2000 för I huvudet på John Malkovich, år 2002 för sin insats i Vanilla Sky och 2004 för Gangs of New York.

## Privatliv
Den 5 januari 2015 gifte sig Diaz med musikern Benji Madden. 30 december 2019 fick de sitt första gemensamma barn, en dotter.

## Filmografi i urval
- 1994 – The Mask
- 1995 – Den sista måltiden
- 1996 – Hon är min
- 1997 – Min bäste väns bröllop
- 1997 – A Life Less Ordinary
- 1998 – Fear and Loathing in Las Vegas
- 1998 – Den där Mary
- 1998 – Very Bad Things
- 1999 – I huvudet på John Malkovich
- 1999 – Any Given Sunday
- 2000 – Things You Can Tell Just by Looking at Her
- 2000 – Charlies änglar
- 2001 – Following Faith
- 2001 – Shrek (röst)
- 2001 – Vanilla Sky
- 2002 – Snygg, sexig och singel
- 2002 – Gangs of New York
- 2003 – Charlies änglar - Utan hämningar
- 2004 – Shrek 2 (röst)
- 2005 – I hennes skor
- 2006 – The Holiday
- 2007 – Shrek den tredje (röst)
- 2007 – Ha en Shrektigt god jul (röst i TV-film)
- 2008 – What Happens in Vegas...
- 2009 – Allt för min syster
- 2009 – The Box
- 2010 – Shrek - Nu och för alltid (röst)
- 2010 – Knight and Day
- 2011 – The Green Hornet
- 2011 – Bad Teacher
- 2012 – What to Expect
- 2012 – Gambit
- 2013 – The Counselor
- 2014 – The Other Woman
- 2014 – Sex Tape
- 2014 – Annie
- 2025 – Back in Action
- 2026 – Shrek 5 (röst)